# Stadion im Heiligen Grund
Stadion im Heiligen Grund – stadion sportowy w Miśni, w Niemczech. Obiekt może pomieścić 8000 widzów. Swoje spotkania rozgrywają na nim piłkarze klubu Meißner SV 08.